# Walter Bartelmus
Walter Bartelmus (ur. 1941 r.) – polski inżynier mechanik. Absolwent Politechniki Śląskiej. Od 2001 r. profesor na Wydziale Górniczym Politechniki Wrocławskiej. W 2013 został odznaczony Medalem im. Profesora Stefana Ziemby za szczególne osiągnięcia naukowe i organizacyjne w zakresie eksploatacji maszyn i systemów technicznych, a w szczególności za zaangażowanie w roku 2012 w rozwój młodej kadry naukowej.